# Velocifero
Velocifero är det fjärde studioalbumet av den engelska musikgruppen Ladytron, utgivet den 19 maj 2008 på skivbolaget Nettwerk. Skivan producerades av medlemmarna själva tillsammans med Alessandro Cortini och Vicarious Bliss. Tre singlar har släppts från albumet; "Ghosts", "Runaway" och "Tomorrow". Albumet hamnade på plats 75 på UK Albums Chart-listan i Storbritannien och 131 på Billboard 200-listan i USA. Albumet mötte även bra kritik av bland andra Allmusic och PopMatters, som gav det 3.5/5 respektive 8/10 i betyg.
Låtarna Black Cat och Kletva har båda bulgarisk text, och sjungs av Mira Aroyo som föddes i Bulgarien. Kletva ('en ed' på svenska) är en cover från ett soloalbum av Kiril Marichkov från det bulgariska rockbandet Shturtzite. Låten Runaway finns med i TV-spelet FIFA 09.

## Låtlista
Alla låtar är skrivna av Ladytron om inget annat anges.
1. "Black Cat" – 5:09
2. "Ghosts" – 4:43
3. "I'm Not Scared" – 3:58
4. "Runaway" – 4:50
5. "Season of Illusions" – 4:02
6. "Burning Up" – 4:08
7. "Kletva" (Kiril Marichkov-cover) – 2:43
8. "They Gave You a Heart, They Gave You a Name" – 3:29
9. "Predict the Day" – 4:25
10. "The Lovers" – 2:39
11. "Deep Blue" – 5:03
12. "Tomorrow" – 3:36
13. '"Versus"  – 5:44

## Listplaceringar
| Listor (2008)             | Högsta placering |
| ------------------------- | ---------------- |
| Brittiska albumlistan     | 75               |
| USA Billboard 200         | 131              |
| USA Top Electronic Albums | 3                |
| USA Top Heatseekers       | 3                |

## Medverkande
- Assume Vivid Astro Focus – design
- Javier Benitez – ytterligare musiker
- Vicarious Bliss – medproducent
- Alessandro Cortini – medproducent
- Stéphane Gallois – fotografi
- Alex Hasson – assisterande ljudtekniker
- Michael Patterson – mixning
- Pipa – design
- Erwan "Eq" Quinio – ljudtekniker
- Peter Salmang – ytterligare musiker
- Somekong – ytterligare musiker
- Daniel Woodward – ljudtekniker
- Semay Wu – cello

Information från Discogs.